# Yeagarup Beach
Yeagarup Beach ist ein Sandstrand im Süden des australischen Bundesstaats Western Australia. Er liegt bei dem Ort Yeagarup.
Der Strand ist 18,4 Kilometer lang und bis zu 250 Meter breit. Er öffnet sich in Richtung Südwesten. Zwei Wege winden sich durch die angrenzenden Dünen zum Strand hinab.
Perkins Beach wird nicht von Rettungsschwimmern bewacht. Er wird von SLSA (Surf Life Saving Australia) als sehr gefährlich eingestuft.